# Vollbeschäftigung
Vollbeschäftigung ist ein sowohl in der Volkswirtschafts- als auch in der Betriebswirtschaftslehre verwendeter Begriff und politisches Schlagwort, worunter die vollständige Auslastung eines oder aller Produktionsfaktoren verstanden wird.

## Allgemeines
Im engeren Sinn – auf den Produktionsfaktor Arbeit bezogen – steht die Vollbeschäftigung für die Beschäftigung aller arbeitswilligen Erwerbspersonen und das Marktgleichgewicht auf dem Arbeitsmarkt.

## Betriebswirtschaftslehre
Vollbeschäftigung ist in der Betriebswirtschaftslehre ein Beschäftigungsstand, bei dem die Ausbringung bei gleichbleibender Kapazität dauerhaft nicht mehr gesteigert werden kann. Untersucht werden insbesondere die Produktionsfaktoren Arbeit und Betriebsmittel. Vollbeschäftigung liegt hier vor, wenn die Arbeitskapazität erschöpft ist und/oder die Maschinenkapazität maximal genutzt wird.

## Volkswirtschaftslehre
In der politischen Diskussion wird Vollbeschäftigung meist im Zusammenhang mit der Bekämpfung der Arbeitslosigkeit gesehen. Sie wird hier definiert als Nichtüberschreitung eines bestimmten Prozentsatzes der Arbeitslosenquote, z. B. weniger als zwei Prozent. In Regionen mit einem extrem hohen Beschäftigungsgrad können tatsächlich Arbeitslosenquoten von unter zwei Prozent beobachtet werden.
William Henry Beveridge definierte 1945 in seinem Werk Vollbeschäftigung in einer freien Gesellschaft Vollbeschäftigung als einen Zustand, in dem die Zahl der offenen Stellen die der Arbeitslosen übersteigt, wobei er dies bei einem Satz von drei Prozent (friktioneller, d. h. kurzzeitig während eines Arbeitsplatzwechsels bestehender) Arbeitslosigkeit als gegeben ansah. „Unter Vollbeschäftigung im weiteren Sinne kann man den Zustand verstehen, in dem alle Personen, die arbeitsfähig und arbeitswillig sind, zu den herrschenden Arbeitsbedingungen einen Arbeitsplatz finden“.
Vollbeschäftigung liegt mithin statistisch vor, wenn es mehr offene Stellen ({\displaystyle A_{A}}) als Arbeitslose ({\displaystyle A_{N}}) gibt:
{\displaystyle A_{A}} > {\displaystyle A_{N}}.
Im Idealfall handelt es sich um Vollbeschäftigung, wenn {\displaystyle A_{A}} = {\displaystyle A_{N}}.

## Deutschland
In Deutschland ist im StabG seit 1967 unter anderem ein hoher Beschäftigungsstand als Ziel staatlichen Handelns ausdrücklich genannt (§ 1 StabG). Auch in § 1 Abs. 1 SGB III ist vom hohen Beschäftigungsstand bei der Arbeitsförderung die Rede. In Westdeutschland wurde in den Zeiten des Wirtschaftswunders und des Arbeitskräftemangels noch die Ein-Prozent-Marke als Grenze zur Vollbeschäftigung betrachtet. Nach dem Ende der 1950er Jahre galt nach internationalen Maßstäben Vollbeschäftigung bei einer Arbeitslosenquote von zwei Prozent als prinzipiell erreicht. Während in den frühen 1970er Jahren in der Bundesrepublik eine Arbeitslosenquote von mehr als 1,5 Prozent als „politisch nicht akzeptabel“ galt, rückte das Ziel der Vollbeschäftigung bis zum Ende der 1980er Jahre allmählich in den Hintergrund. Zwischenzeitlich wurden in den 1990er Jahren mehrheitlich Marken von 4 %, 5 % oder gar 6 % als Maßstab genommen. Im Jahr 2004 meinte der sozialdemokratische Wirtschafts- und Arbeitsminister Wolfgang Clement, man müsse sich in Deutschland dauerhaft auf eine Arbeitslosenquote zwischen drei und fünf Prozent einstellen, was unter den heutigen Bedingungen praktisch Vollbeschäftigung bedeute. Der Wirtschaftswissenschaftler Rudolf Hickel sieht Vollbeschäftigung in Deutschland dann als erreicht, wenn ein Zustand von maximal etwa einer Million arbeitsloser Menschen berichtet würde. Etwa 400.000 davon dürften vorübergehend in der Zeit ihrer Suche nach einer neuen Arbeitsstelle in der Statistik auftauchen und ungefähr 600.000 Personen wegen mangelnder Qualifikation schwer vermittelbare Arbeitslose sein.
Der Direktor des Instituts für Arbeitsmarkt- und Berufsforschung, Joachim Möller, hält Vollbeschäftigung in den kommenden Jahren für erreichbar. Grund ist, dass viele Baby-Boomer in Rente gehen, aber wenige junge Leute nachkommen.

## Makroökonomische Theorien
Gemäß der klassischen und neoklassischen Theorie (etwa dem Sayschen Theorem) entsteht in einem sich selbst regulierenden, völlig freien Markt automatisch ein Vollbeschäftigungs-Gleichgewicht. Das heißt, falls der Staat nicht durch wirtschaftspolitische Maßnahmen in das Marktgeschehen eingreift und falls auch die Faktorkosten (vor allem Löhne) sich im freien Spiel von Angebot und Nachfrage bilden können. Begründung: Eine allfällige Unterbeschäftigung aufgrund einer Konjunkturflaute löst Reaktionen – vor allem auch Lohnsenkungen durch die Unternehmungen – aus, die zur Vollbeschäftigung zurückführen. Auch die Preise würden sich in der Folge in Anpassung an die Lohnentwicklung nach unten bewegen, was neue positive Stimuli bei der Güternachfrage erzeugen würde.
In den realen heutigen sozialen Marktwirtschaften trete (Woll 1976) dieses Idealszenario nicht ein, weil der Staat in einigen Bereichen in das Marktgeschehen eingreife. Vor allem schaffe er auch die gesetzlichen Grundlagen zur Vereinbarung der Lohnhöhe mittels Tarifverträgen (und deren Durchsetzung mittels des Streikrechts), was zu fehlender Flexibilität für Lohnanpassungen nach unten führe. Dies könne, wie bereits John Maynard Keynes hervorhob, zu länger andauernden Unterbeschäftigungs-Gleichgewichten führen.
Laut Milton Friedman existiert in jeder Volkswirtschaft eine durch strukturelle Faktoren und Unvollkommenheiten des Marktes bedingte spezifische natürliche Arbeitslosenquote, deren Wert durch Strukturreformen reduziert werden könne.

## Theorien zur Möglichkeit von Vollbeschäftigung
Joel Mokyr (* 1946) schrieb, dass es schon seit der Frühzeit der Industrialisierung Befürchtungen gab, die technologische Entwicklung werde zu Arbeitslosigkeit führen; diese Befürchtungen seien aber nicht eingetreten. Die Diskussion habe sich auf Auswirkungen auf bestehende Arbeitsplätze konzentriert und die Entstehung neuer Arbeitsplätze übersehen oder unterschätzt.
Im Hinblick auf eine Entwicklung zu einer am Gender-Mainstreaming orientierten Gesellschaft, bei der dem Individuum ausreichend Zeit für Kindererziehung und gesellschaftliches Engagement bleiben soll, wurde ein Modell eines geänderten Vollbeschäftigungsziels mit verringerter Wochenstundenzahl vorgeschlagen, etwa 30 Wochenstunden oder 25 bis 30 Wochenstunden.
Theoretiker der Steady-State-Ökonomie, welche wirtschaftliches Wachstum ablehnen, argumentieren, dass Vollbeschäftigung in einer Wirtschaft ohne Wachstum kaum zu erreichen ist. Da Geldverdienen allerdings nicht mehr das Ziel, sondern ein Nebeneffekt der Bedürfnisbefriedigung, des Gemeinwohls und des sinnvollen Tätigseins ist, muss dieser Anspruch auch nicht länger geltend gemacht werden. Durch die Verkürzung der Länge eines Arbeitstages auf nur noch vier Stunden pro Tag bleibt damit mehr Zeit für Freizeit und persönliche Arbeit.

## International
In Österreich gilt eine Arbeitslosenquote von unter 3,5 % als Vollbeschäftigung. In der Schweiz definieren Ökonomen die Vollbeschäftigung als Arbeitslosenquote zwischen 2 % und 3 %.